# Macrozamia flexuosa
Macrozamia flexuosa är en kärlväxtart som beskrevs av Charles Moore. Macrozamia flexuosa ingår i släktet Macrozamia och familjen Zamiaceae. IUCN kategoriserar arten globalt som starkt hotad. Inga underarter finns listade i Catalogue of Life.